# Gli invincibili (film)
Gli invincibili (Unconquered) è un film del 1947 prodotto e diretto da Cecil B. DeMille.

## Trama
Nell'Inghilterra di fine Settecento una ragazza, per difendere il fratello, uccide un ufficiale e viene condannata a morte. Riceve la grazia, ma viene esiliata nelle colonie d'Oltreoceano, dove verrà venduta come schiava. Sulla nave che li porta in America, due ufficiali, Holden e Garth, se la disputano. Holden, buono e generoso, offre una forte somma per avere la ragazza e la lascia libera, non appena sbarcano sul suolo americano. Garth, brutale e disonesto, la cattura e la rende sua schiava. I due ufficiali si rincontrano al forte e tra loro è palpabile l'astio e il desiderio di vendetta. Holden scopre ben presto che Garth, sobillato dalla moglie indiana, tradisce il loro paese vendendo armi ai pellerossa. Holden deve salvare sia il forte dal pericolo di un imminente attacco da parte degli indiani sia la fanciulla che pian piano sente di amare.

## Produzione
Il film fu prodotto da Cecil B. DeMille per la Paramount Pictures.

## Distribuzione
Negli Stati Uniti uscì distribuito dalla Paramount Pictures. Venne presentato durante una première il 24 settembre 1947 per poi uscire nelle sale statunitensi il 10 ottobre. Ebbe una distribuzione a livello mondiale, dall'Australia (12 febbraio 1948), alla Svezia (4 marzo 1948), Regno Unito (30 agosto 1948), Finlandia (1º ottobre 1948), Portogallo (15 ottobre 1948), Francia (26 maggio 1950), Danimarca (4 agosto 1950), Giappone (3 marzo 1951), Spagna (prima a Madrid, 14 maggio 1951), Germania Federale (16 novembre 1951), Austria (23 novembre 1951).
Venne ridistribuito in Finlandia (17 ottobre (1958) e in Danimarca (24 agosto 1964)